# Сільє Нерґор
Сільє Нерґор (норв. Silje Nergaard; нар. 19 червня 1966, Стейнх'єр, Норвегія) — норвезька джазова співачка та композиторка. Одна з найпродаваніших джазових виконавиць в офіційному списку продажів у Норвегії. Світову популярність здобула після випуску альбому «Скажи мені, куди йдеш» (англ. Tell Me Where You're Going).

## Кар'єра
Музичну кар'єру Нерґор почала в 16 років. Її перший сингл «Скажи мені, куди йдеш» лідирував у продажах у Японії та увійшов до топ-10 у Норвегії, Великій Британії та інших країнах. А альбом «З першим променем» (англ. At First light, 2001) став найкраще продаваним норвезьким альбомом усіх часів. Альбом Тисяча правдивих історій (англ. A Thousand True Stories), який Нерґор 2008 року записала з Metropole Orkest, мав значний успіх як у Європі, так і в Азії. Одна з небагатьох норвезьких виконавців, твори яких продаються у всьому світі, на більшості континентів і основних музичних ринках, зокрема, і Японії, Бразилії, Німеччині, США та Великій Британії.
Записувала й виконувала пісні з Аль Джерро, Патом Метені, Тутсом Тілемансом і Мортеном Гаркетом з A-ha. Двома опорами її гуртів були Торд Ґуставсен і Ярле Веспестад. 2011 року Вінса Мендозу номіновано на премію «Греммі» за найкраще інструментальне аранжування вокаліста(ів) за пісню «A Thousand True Stories».
Навесні 2012 року випустила альбом Unclouded, заснований на записах з двома гітаристами Галлґрімом Братбергом і Говаром Бендіксеном. Він вийшов 9 березня в Норвегії та 23 березня за кордоном. Для альбому вона написала 9 нових пісень, а також він включає два кавери: «Human» від The Killers і «The Moon's a Harsh Mistress» від Джиммі Вебба. Також для Unclouded Нерґор запросила американського гітариста Джона Скофілда разом із Георгом Ваденіусом, Кнутом Раєрсрудом і Нільсом Петтером Молвером.

## Особисте життя
Одружена зі співаком Гейне Тотландом. У них дві доньки та син.

## Дискографія
- Скажи мені, куди йдеш (англ. Tell Me Where You're Going, Sonet, 1990);
- Сільє (англ. Silje, BMG, 1991);
- Корова на шосе (англ. Cow on the Highway, Sonet, 1993);
- Лист (норв. Brevet, Kirkelig Kulturverksted, 1995);
- Із дому (норв. Hjemmefra, Kirkelig Kulturverksted, 1996);
- Пункт призначення (англ. Port of Call, EmArcy, 2000);
- З першим променем (англ. At First Light, EmArcy, 2001);
- Нічна варта (англ. Nightwatch, EmArcy, 2003);
- Live in Koln (EmArcy)[9]
- Морок смутку (англ. Darkness Out of Blue, EmArcy, 2006);
- Тисяча правдивих історій (англ. A Thousand True Stories, Columbia, 2009);
- Джазові диви Скандинавії з DR Big Band[en] (англ. Jazz Divas of Scandinavia, Red Dot, 2009);
- Якби я могла загорнути цілунок (англ. If I Could Wrap Up a Kiss, Sony, 2010);
- Безхмарний (англ. Unclouded, Columbia/Sony, 2012);
- Ланцюг днів (англ. Chain of Days, Okeh, 2015)
- Для вас тисячу разів (англ. For You a Thousand TimesOkeh, 2017)
- Залізнична станція Гамар (англ. Hamar Railway Station, 2020)
- Японська блакить (англ. Japanese Blue, 2020)
- Будинки (англ. Houses, 2021)